# チャンシルさんには福が多いね
『チャンシルさんには福が多いね』（原題：찬실이는 복도 많지、英題：Lucky Chan-sil）は、2019年に製作され、2020年に一般公開された韓国映画。監督・脚本はキム・チョヒ。主役のカン・マルグムは青龍映画賞、百想芸術大賞、釜日映画賞などで新人女優賞を獲得した。

## 概要
キム・チョヒ（女性、1975年生まれ）はパリ第一大学で映画理論を専攻し、フランスで4本の短編映画を作った。帰国後、ホン・サンス監督の作品に参加。『ハハハ』（2010年）、『ソニはご機嫌ななめ』（2013年）、『自由が丘で』（2014年）などでプロデューサーを担当した。その傍ら自主制作で『冬のピアニスト』（2011年）、『うちのスニ』（2013年）、『山菜娘』（2016年）の3本の短編映画を監督した。ホン・サンスの映画には本名の「キム・ギョンヒ」でクレジットされていたが、自身の監督作品では「キム・チョヒ」と名乗った。2015年のホン・サンスの作品『正しい日 間違えた日』に参加したのち、40歳でプロデューサーの仕事を辞めた。
本作は2019年に製作されたキム・チョヒの長編デビュー作である。キムは脚本も書いた。メディア等では「自身の体験を投影して監督した半自伝的作品」と紹介されており、主人公のチャンシルが40歳のときに映画プロデューサーの職を失う設定は、キム・チョヒ本人のプロフィールと同様である。レンタルビデオ店のアルバイトを6年間やっていたときに映画ファンになったというキムはインタビューに対し、「最初は商業映画が好きだったんですが、『自分はこういう映画が好きなんだ」とピンと来たのが、エミール・クストリッツァ監督の『ジプシーのとき』（1989年）でした。尊敬している監督は小津安二郎です」と答えている。
同年10月4日、第24回釜山国際映画祭で上映された。同映画祭で本作は韓国映画監督組合賞、CGVアートハウス賞、KBS独立映画賞の3冠を達成した。
2020年3月5日、本国で一般公開された。世界的なコロナ感染の流行の中で上映されたが、独立映画ながら異例の動員2万人越えのスマッシュヒットを記録した。根強いファンの要望を受けて同年11月26日に再公開された。
日本では2020年3月9日と14日、大阪アジアン映画祭でそれぞれ上映された。このときの邦題は『チャンシルは福も多いね』だった。同年9月3日、あいち国際女性映画祭で上映された。そして2021年1月8日に一般公開された。

## キャスト
- カン・マルグム - チャンシル
- ユン・ヨジョン - 大家さん
- キム・ヨンミン - チャン・グギョン[注 2]
- ユン・スンア -ソフィー
- ぺ・ユラム - キム・ヨン

## 受賞とノミネート
| 賞                   | 部門                       | 対象                             | 結果       |
| -------------------- | -------------------------- | -------------------------------- | ---------- |
| 第24回釜山国際映画祭 | 韓国映画監督組合賞         | 『チャンシルさんには福が多いね』 | 受賞       |
| 第24回釜山国際映画祭 | KBS独立映画賞              | 『チャンシルさんには福が多いね』 | 受賞       |
| 第24回釜山国際映画祭 | CGVアートハウス賞          | 『チャンシルさんには福が多いね』 | 受賞       |
| 第56回百想芸術大賞   | 女性新人演技賞（映画部門） | カン・マルグム                   | 受賞       |
| 第56回百想芸術大賞   | 助演男優賞（映画部門）     | キム・ヨンミン                   | ノミネート |
| 第56回百想芸術大賞   | 新人監督賞（映画部門）     | キム・チョヒ                     | ノミネート |
| 第35回釜日映画賞     | 最優秀作品賞               | 『チャンシルさんには福が多いね』 | ノミネート |
| 第35回釜日映画賞     | 助演男優賞                 | キム・ヨンミン                   | ノミネート |
| 第35回釜日映画賞     | 助演女優賞                 | ユン・ヨジョン                   | ノミネート |
| 第35回釜日映画賞     | 脚本賞                     | キム・チョヒ                     | ノミネート |
| 第35回釜日映画賞     | 新人監督賞                 | キム・チョヒ                     | ノミネート |
| 第35回釜日映画賞     | 女性新人演技賞             | カン・マルグム                   | 受賞       |
| 第41回青龍映画賞     | 新人女優賞                 | カン・マルグム                   | 受賞       |
| 第41回青龍映画賞     | 新人監督賞                 | キム・チョヒ                     | ノミネート |